# Єлабиш
Єлаби́ш (рос. Елабыш, чув. Юлапăш) — присілок у складі Вурнарського району Чувашії, Росія. Входить до складу Сявалкасинського сільського поселення.
Населення — 12 осіб (2010; 13 у 2002).
Національний склад:
- чуваші — 99 %